# Caspoggio

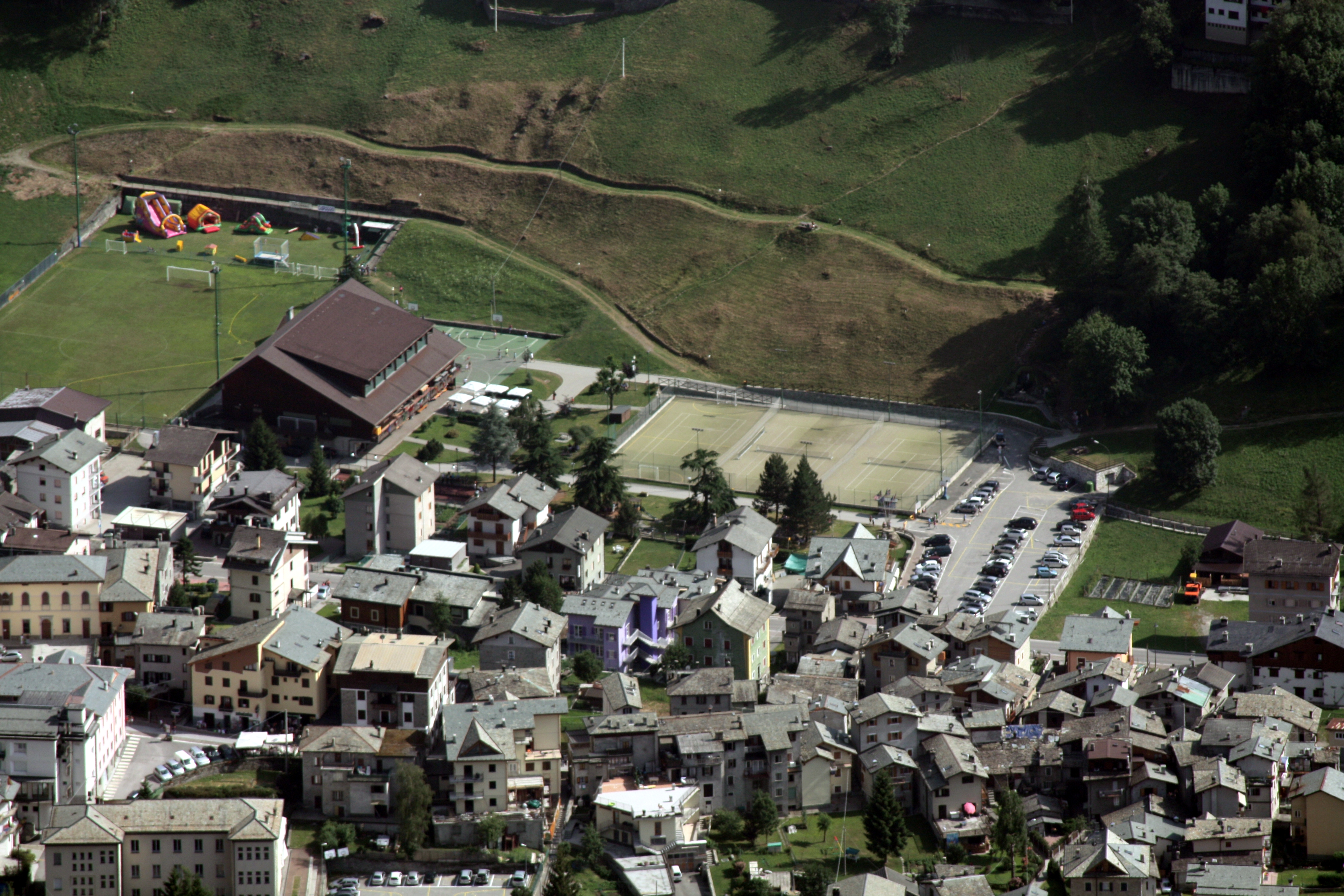
Caspoggio

Caspoggio is een gemeente in de Italiaanse provincie Sondrio (regio Lombardije) en telt 1559 inwoners (31-12-2004). De oppervlakte bedraagt 6,8 km², de bevolkingsdichtheid is 264 inwoners per km².

## Demografie
Caspoggio telt ongeveer 636 huishoudens. Het aantal inwoners daalde in de periode 1991-2001 met 1,1% volgens cijfers uit de tienjaarlijkse volkstellingen van ISTAT.
| Jaar | Inwoneraantal |
| ---- | ------------- |
| 1991 | 1603          |
| 2001 | 1586          |

## Geografie
Caspoggio grenst aan de volgende gemeenten: Chiesa in Valmalenco, Lanzada, Montagna in Valtellina, Torre di Santa Maria.